# Anaunga

Anaunga est l'un des huit districts de l'île d'Aitutaki aux îles Cook. Il comprend le nord ouest de l'île. Il fait partie de la circonscription électorale d'Amuri-Ureia et est constitué de deux tapere : 
- Punoa
- Anaunga